# Dębiec (Lidzbark Warmiński)
Dębiec ist ein Ort in der polnischen Woiwodschaft Ermland-Masuren und gehört zur Landgemeinde Lidzbark Warmiński (Heilsberg) im Powiat Lidzbarski (Kreis Heilsberg).
Das kleine Dorf Dębiec liegt am Flüsschen Simser (polnisch Symsarna) im nördlichen Westen der Woiwodschaft Ermland-Masuren, zwei Kilometer südöstlich der Kreisstadt Lidzbark Warmiński (Heilsberg).
Dębiec ist „częśċ wsi Medyny“, also ein Ortsteil des Nachbardorfs Medyny (Medien). Über die Geschichte des Ortes liegen keine Nachrichten bzw. Belege vor, auch nicht über die Zeit bis 1945 und eine evtl. deutsche Namensform. So kann Dębiec auch erst nach 1945 entstanden sein.
Als Teil des Dorfs Medyny ist Dębiec eine Ortschaft innerhalb der Gmina Lidzbark Warmiński (Landgemeinde Heilsberg) im Powiat Lidzbarski.
Kirchlich gehört das kleine Dorf zur römisch-katholischen Pfarrei in Lidzbark Warmiński im Erzbistum Ermland, außerdem zur Diözese Masuren der Evangelisch-Augsburgischen Kirche in Polen.
Durch den Ort verläuft die Nebenstraße 1535N, die die Stadt Lidzbark Warmiński mit Medyny (Medien), Czarny Kierz (Blumenau) und Żegoty (Siegfriedswalde) verbindet. Bis 1992 bestand Anschluss an den Bahnverkehr über die Station Lidzbark Warmiński an der Bahnstrecke Czerwonka–Kornewo (ehemals: Niedersee–Rothfließ–Zinten–Königsberg).